# Ácido tiossulfúrico
Ácido tiossulfúrico é um oxiácido de enxofre, com a fórmula quimica  H2S2O3